# The Sundays
The Sundays waren eine britische Rockband, die 1988 in Bristol gegründet wurde. Früh siedelte die Band nach London über und veröffentlichte drei Alben in den 1990er Jahren.

## Geschichte
Die Band wurde gegründet, als sich Harriet Wheeler (* 26. Juni 1963) und der Gitarrist David Gavurin an der University of Bristol kennenlernten. Kurz danach stießen auch der Bassist Paul Brindley und der Schlagzeuger Patrick Hannan hinzu.
The Sundays erhielten danach einen Plattenvertrag bei Rough Trade Records. Ihre Debüt-Single war Can’t be Sure; das erste Album der Band hieß Reading, Writing, and Arithmetic und wurde 1990 veröffentlicht, zusammen mit ihrer nächsten Single Here’s Where the Story Ends. Das Album war in Großbritannien ein Top-5-Hit.
In der Folgezeit brachte die Band noch zwei weitere kommerziell erfolgreiche Alben heraus: 1992 Blind, das in Großbritannien eine Platzierung in den Top 15 erreichte, und 1997 Static & Silence, das in England nochmals eine Top-10-Platzierung errang. 
Sängerin Harriet Wheeler und Gitarrist David Gavurin sind ein Paar; sie haben zwei gemeinsame Kinder.

## Diskografie

### Alben
| Jahr | Titel                           | Höchstplatzierung, Gesamtwochen, AuszeichnungChartplatzierungen (Jahr, Titel, Platzierungen, Wochen, Auszeichnungen, Anmerkungen) | Höchstplatzierung, Gesamtwochen, AuszeichnungChartplatzierungen (Jahr, Titel, Platzierungen, Wochen, Auszeichnungen, Anmerkungen) | Anmerkungen |
| Jahr | Titel                           | UK | US | Anmerkungen |
| ---- | ------------------------------- | --- | --- | ----------- |
| 1990 | Reading, Writing and Arithmetic | UK4 Silber · (8 Wo.)UK | US39 Gold · (23 Wo.)US |             |
| 1992 | Blind                           | UK15 (3 Wo.)UK | US103 Gold · (25 Wo.)US |             |
| 1997 | Static & Silence                | UK10 Silber · (8 Wo.)UK | US33 (17 Wo.)US |             |

### Singles
| Jahr | Titel Album                                   | Höchstplatzierung, Gesamtwochen, AuszeichnungChartsChartplatzierungen (Jahr, Titel, Album, Platzierungen, Wochen, Auszeichnungen, Anmerkungen) | Anmerkungen |
| Jahr | Titel Album                                   | UK | Anmerkungen |
| ---- | --------------------------------------------- | --- | ----------- |
| 1989 | Can’t Be Sure Reading, Writing and Arithmetic | UK45 (5 Wo.)UK |             |
| 1992 | Goodbye Blind                                 | UK27 (2 Wo.)UK |             |
| 1997 | Summertime Static and Silence                 | UK15 (4 Wo.)UK |             |
| 1997 | Cry Static and Silence                        | UK43 (3 Wo.)UK |             |

Weitere Singles
- 1990: Here’s Where the Story Ends
- 1992: Love